# Búcsúszentlászló vasútállomás
Búcsúszentlászló vasútállomás egy Zala vármegyei vasútállomás Búcsúszentlászló településen, a MÁV üzemeltetésében.
A település központjától keletre fekszik, a 7363-as útból Nemessándorháza felé kiágazó 73 227-es számú mellékút vasúti keresztezésétől pár száz méterre északra, közvetlen közúti elérését az utóbbiból kiinduló 73 365-ös számú mellékút teszi lehetővé.

## Vasútvonalak
Az állomást az alábbi vasútvonalak érintik:
- Szombathely–Nagykanizsa-vasútvonal

## Kapcsolódó állomások
A vasútállomáshoz az alábbi állomások vannak a legközelebb:
- Nagykapornak vasútállomás (Szombathely–Nagykanizsa-vasútvonal)
- Zalaszentmihály-Pacsa vasútállomás (Szombathely–Nagykanizsa-vasútvonal)

## Forgalom
| Járat               | Útvonal | Gyakoriság |
| ------------------- | --- | ---------- |
| személyvonat        | Zalaegerszeg – Zalaszentiván – Alsónemesapáti – Nagykapornak – Búcsúszentlászló – Zalaszentmihály-Pacsa – Pötréte – Felsőrajk – Gelse – Újudvar – Nagykanizsa | Napi 1 pár |
| Pannónia InterRégió | Szombathely (– Gyöngyöshermán – Sorkifalud – Szentléránt) – Püspökmolnári – Vasvár (– Pácsony – Győrvár – Egervár-Vasboldogasszony – Zalaszentlőrinc) – Zalaszentiván (– Búcsúszentlászló – Zalaszentmihály-Pacsa – Pötréte – Gelse) – Nagykanizsa – Murakeresztúr (– Őrtilos) – Gyékényes – Berzence (– Somogyudvarhely – Bélavár – Vízvár) – Babócsa – Barcs – Darány – Szigetvár – Szentlőrinc – Pécs | Napi 5 pár |